# Anisodes hyperythra
Anisodes hyperythra là một loài bướm đêm trong họ Geometridae.